# Ruxanda Glavan
Ruxanda Glavan (ur. 5 kwietnia 1980) – mołdawska lekarka i polityczka. Deputowana Parlamentu Republiki Mołdawii. Ministra w rządach Chirila Gaburiciego, Valeriu Streleța i Pavla Filipa.

## Życiorys
W latach 2003–2005 studiowała na Grenoble École de Management gdzie uzyskała dyplom Master of Business Administration (MBA). Ukończyła studia medyczne na Universitatea de Stat de Medicină și Farmacie „Nicolae Testemițanu” jako lekarka medycynay rodzinnej.
W latach 2006–2013 była dyrektorem firmy Glavirux zajmującej się importem/exportem kosmetyków i materiałów medycznych.

### Działalność polityczna
W wyborach parlamentarnych w Mołdawii w 2019 roku uzyskała mandat deputowanej do Parlamentu Republiki Mołdawii z list Demokratycznej Partia Mołdawii. 1 maja 2020 przeszła do klubu parlamentarnego nowo utworzonej Partidul Democrat Modern.

## Życie prywatne
Mówi w 5 językach: po rumuńsku, rosyjsku, angielsku, francusku i hiszpańsku. Jest żoną Aureliu Cincilei, wiceprezesa Narodowego Banku Mołdawii.